# 우표

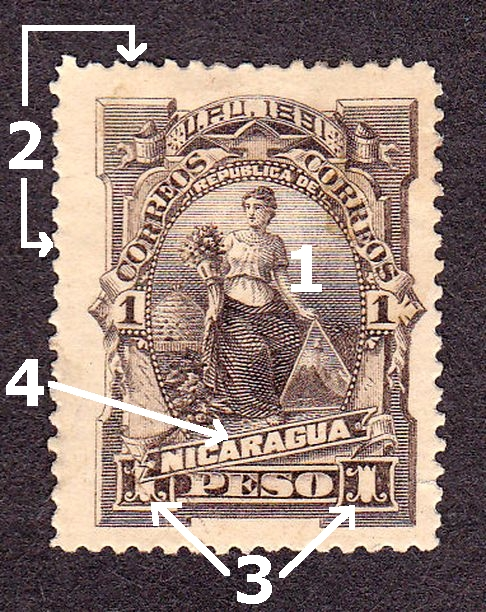
우표의 주요 구성 요소:
1. 도안
2. 천공
3. 액면
4. 발행국

우표(郵票, 영어: postage stamp)는 우편 요금을 냈다는 것을 증명하기 위해 정부가 발행하는 증표이다. '우표'라는 낱말은 1895년에 조선에서 발행한 태극 우표에서 따왔으며, 그에 앞서 1884년에 발행한 한국 최초의 우표인 문위 우표에서는 '우초'(郵鈔)라 했다. 우표에는 발행한 나라의 이름과 액면이 적혀 있고, 특정한 사람이나 사건, 기관 등을 묘사한 그림을 넣기도 한다. 대부분의 우표는 사각형이지만 삼각형이나 아예 다른 모양으로도 만들 수 있고, 뒷면에는 접착제를 발라놓는다.
정부가 우표를 발행할 때 다양한 액면으로 각기 다른 수량을 발행하고 주기적으로 새로 발행하거나 발행을 중지하기도 하며, 우표의 도안과 발행 당시의 사회적, 정치적 현실이 우표 수집가들의 관심을 끌기 때문에 몇몇 우표들은 우표 수집가들로부터 아름다움이나 역사적 중요성을 높이 평가받기도 한다.
21세기에 이르러서는 이메일이 개발된 탓에 굳이 종이 편지를 쓸 일이 거의 없어져서 사실상 고대 유물이 되었으며 오직 유가증권으로서의 가치만 남았다.

## 역사

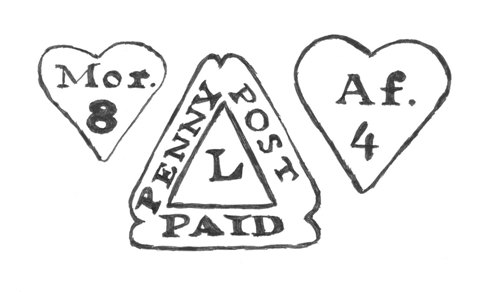
런던 페니 포스트에서 찍은 우편물 소인의 예

근대사에 걸쳐 우편 요금을 냈다는 것을 나타내기 위한 여러 방법들이 쓰였다. 1680년에 런던에서 활동하던 잉글랜드 상인 윌리엄 도크라와 그의 동업자였던 로버트 머리는 1 페니를 받고 런던 시내에서 편지와 소화물들을 배달해주는 런던 페니 포스트를 세웠다. 요금을 냈다는 것은 우편물에 도장을 찍어 나타냈다. 1835년에 오스트리아-헝가리 제국의 슬로베니아인 관료 로브렌츠 코시르는 '우편 세금 표'를 붙이는 것을 제안했고 관료들도 상세히 고려했지만 이루어지지 않았다.

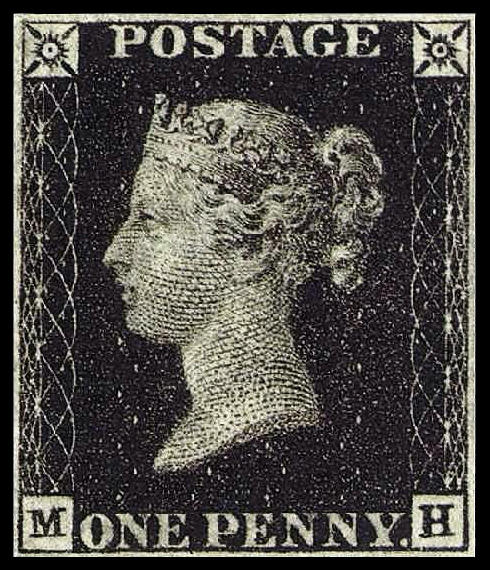
세계 최초의 우표인 페니 블랙

1836년에 영국의 국회의원 로버트 월러스는 롤런드 힐에게 우편 제도와 관련된 다양한 책과 문서들을 주었다. 롤런드 힐은 연구 끝에 1837년 1월 4일 영국의 재무장관 토머스 스프링 라이스에게 「우편 개혁: 그 중요성과 실행 가능성」이라는 소책자를 냈다. 토머스 스프링 라이스는 롤런드 힐을 불러들여 개정판에 실릴 개선할 것과 바뀌어야 할 것을 제안했고, 롤런드 힐은 1837년 1월 28일에 개정판을 정식으로 제출했다. 1837년 2월 13일 롤런드 힐은 우체국 심리 위원회에 증인으로 참석해 '도장을 찍을 수 있을 만큼의 작은 종이와 그 뒷면에 얇은 접착제 막을 입혀서' 우표를 만들 수 있다고 말했다. 이것은 오늘날의 접착식 우표를 최초로 분명하게 표현한 묘사가 됐다. 곧이어 토머스 스프링 라이스에게 제출한 것과 우체국 심리 위원회에 증인으로 참석해 언급한 것을 포함한 롤런드 힐의 소책자 증보판이 대중들에게 공개됐다. 우표를 발행하고 무게에 따라 우편 요금을 내는 롤런드 힐의 발상은 곧 자리를 잡았고, 1840년 5월 1일에 우편 제도 개혁의 일환으로 세계 최초의 우표인 페니 블랙 우표가 발행됐다. 우편 요금은 받는 사람이 아닌 보낸 사람이 내도록 했지만 여전히 먼저 내지 않고 보낼 수도 있었다. 페니 블랙으로는 반 온스보다 가벼운 편지를 영국 어디로든 보낼 수 있었다. 페니 블랙과 5월 8일부터 발행된 2 펜스 블루 우표는 모두 빅토리아를 도안으로 했으며, 가위로 잘라서 썼기 때문에 천공이 없었다. 또한 최초의 우표는 발행한 나라의 이름을 나타낼 필요가 없었기 때문에 우표에는 발행한 나라의 이름이 적히지 않았고, 영국에서는 오늘날까지도 우표에 발행국 이름을 적지 않고 영국의 군주를 도안으로 쓰고 있다.
영국에 뒤이어 다른 나라들도 우표를 발행하기 시작했다. 스위스의 취리히주는 1843년 3월 1일에 4, 6 라펜 우표를 발행했다. 브라질은 1843년 8월 1일에 우표를 발행했는데, 페드루 2세의 얼굴 대신 추상적인 무늬를 도안으로 써서 소인이 페드루 2세의 얼굴에 찍히지 않게 했다. 1854년에는 최초로 천공이 있는 우표가 발행됐다.

## 종류
- 일반우표: 기본이 되는 우표로 우편 요금에 맞게 액면이 다른 여러 종류로 이루어져 있다. 대한민국에서는 2003년 3월 6일에 발행한 10원 태극기 우표가 최저액면 일반우표이며, 1983년 12월 1일에 발행한 5000원 민화 호랑이 우표가 최고액면 일반우표이다. 조선민주주의인민공화국에서는 고정우표라고 부르며 2002년에 발행한 1원 만경대 고향집 우표가 최저액면 고정우표이고, 2002년에 발행한 200원 우표가 최고액면 고정우표이다.
- 기념우표: 국내외의 중요 행사나 사건이나 인물 홍보를 위해 발행하는 우표이다. 대한민국에서는 기념우표의 사용 기간에 제한은 없으며, 언제나 액면가 그대로 취급한다.
- 소형시트: 한 개 또는 적은 수의 우표를 하나의 시트에 발행하는 우표이다.
- 연쇄시트(묶음시트)
- 자선우표: 복지, 구제 사업, 문화 사업과 같은 특정한 목적에 사용하는 우표이다. 우편 요금 이외에 일정 금액을 첨가하여 발행하며 부가금 우표라고도 부른다.
- 항공우표: 항공 우편에 사용하기 위해 사용하는 우표로 항공요금에 맞추어 발행하기 때문에 액면가가 높다. 일반우표처럼 계속 쓰이는 것이 원칙이지만 특정한 날에 쓸 때도 있다.

## 우표로 인한 논쟁

### 차코 전쟁
1932년에 파라과이와 볼리비아 국경에 인접한 그란차코 지방에서 석유가 발견되자 두 나라가 영유권을 주장하며 앞다퉈 우표를 발행했고, 이는 차코 전쟁의 전조가 됐다.

### 미국 원자폭탄 우표
미국이 1995년에 제2차 세계 대전 종전 50주년을 기념하고자 원자폭탄을 도안으로 삼은 우표를 발행하려고 했으나, 일본의 반발로 무산됐다.

### 독도 우표

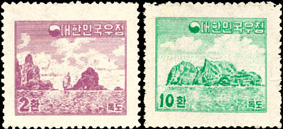
대한민국이 1954년에 발행한 독도 우표

1954년 9월 15일에 대한민국 체신부는 독도의 전경을 담은 2환, 5환, 10환 우표 3천만 장을 발행했다. 일본 외무성은 독도 우표가 붙은 우편물을 받지 않겠다고 했으나, 만국우편연합 규정 가운데 '우편물 중계의 자유보장' 조항에 따라 허용하기로 하였다. 일본에서는 항의의 표시로 독도 우표가 붙은 대한민국의 우편물에 먹칠을 해서 배달을 하였다.
대한민국은 독도를 도안으로 한 우표를 2002년과 2004년 두 차례 더 발행했다. 2002년 8월 1일에 발행한 내고향 특별우표 시리즈(32종) 가운데 경상북도편에도 독도 우표가 포함돼 90만 장이 발행되었으나 당시 일본 측의 항의는 없었다. 2004년 1월에 대한민국이 독도 우표 4종 224만 장을 발행하자 일본의 외무대신 가와구치 요리코는 독도의 영유권을 주장하는 일본의 입장과 대한민국의 우표 발행이 만국우편연합 헌장의 정신에 위배된다고 주장하고 주일본 대한민국 대사관 대사에게 항의하였다.

## 기타
- 스트리트 파이터 시리즈의 여성 등장인물인 춘리는 게임 캐릭터 역사상 최초로 우표 도안이 되었다.

## 같이 보기
- 우표 수집